# Ауски, Карлос
Карлос Даниэль Ауски (исп. Carlos Daniel Auzqui; родился 16 марта 1991 года, Берналь, провинция Буэнос-Айрес) — аргентинский футболист, полузащитник клуба «О'Хиггинс».

## Биография
Асуки — воспитанник клуба «Эстудиантес». 3 декабря 2009 года в матче против «Чакарита Хуниорс» он дебютировал в аргентинской Примере. В 2010 году Карлос помог клубу выиграть чемпионат. 4 декабря 2012 года в поединке против «Сан-Мартин Сан-Хуан» он забил свой первый гол за «Эстудиантес». 6 мая 2015 года в матче Кубка Либертадорес против колумбийского «Санта-Фе» Ауски забил гол.
В начале 2017 года Карлос перешёл в «Ривер Плейт». Сумма трансфера составила 2,5 млн евро. 12 марта в матче против «Унион Санта-Фе» он дебютировал за новую команду. 22 марта в поединке против «Лануса» Ауски забил свой первый гол за «Ривер Плейт». В том же году он помог клубу выиграть Кубок Аргентины.
Летом 2018 года для получения игровой практики Ауски на правах аренды перешёл в «Уракан». 13 августа в матче против своего предыдущего клуба «Ривер Плейт» он дебютировал за новую команду. Без Ауски «Ривер Плейт» выиграл Кубок Либертадорес 2018. Карлос в этом турнире не играл, но был в заявке команды на матч против «Фламенго».

## Достижения
- Чемпион Аргентины (1): Апертура 2010
- Обладатель Кубка Аргентины (1): 2017
- Чемпион Венгрии (1): 2021/22
- Обладатель Кубка Венгрии (1): 2021/22
- Обладатель Кубка Либертадорес (1): 2018 (не играл) (постфактум)